# Trophée de France 1911
 (mai 2016).
Si vous disposez d'ouvrages ou d'articles de référence ou si vous connaissez des sites web de qualité traitant du thème abordé ici, merci de compléter l'article en donnant les références utiles à sa vérifiabilité et en les liant à la section « Notes et références ».
Navigation
Trophée de France 1910 Trophée de France 1912
Le Trophée de France 1911 est la 5e édition du Trophée de France, une compétition de football de fin de saison organisée par le Comité français interfédéral entre les champions de chaque fédération qui le compose.
La compétition est remportée par le Cercle athlétique de Paris, champion de la Ligue de Football Association, qui bat en finale l'Étoile des Deux Lacs, championne de la Fédération gymnastique et sportive des patronages de France.

## Participants
| Club                              | Ville      | Fédération                                                          |
| --------------------------------- | ---------- | ------------------------------------------------------------------- |
| Cercle athlétique de Paris        | Paris      | Ligue de Football Association (LFA)                                 |
| Jeunesse athlétique de Saint-Ouen | Saint-Ouen | Fédération cycliste et athlétique de France (FCAF)                  |
| Étoile des Deux Lacs              | Paris      | Fédération gymnastique et sportive des patronages de France (FGSPF) |

## Compétition

### Demi-finale
La demi-finale a lieu le dimanche 28 mai 1911.
| Demi-finale          | CA Paris | 5 – 0 | JA Saint-Ouen |                   |                   |
| Dimanche 28 mai 1911 |          |       |               | Charenton-le-Pont | Charenton-le-Pont |

### Finale
La finale a lieu le dimanche 11 juin 1911.
| Finale                | CA Paris                                                                                       | 1 – 0   | Étoile des Deux Lacs |                        |                        |
| Dimanche 11 juin 1911 | Gravier 75e                                                                                    |         | | Arbitrage : M. MacCabe | Arbitrage : M. MacCabe |
| Dimanche 11 juin 1911 | Beau - Verlet, C. Bilot - Bigué, Cyprès, G. Bilot - F. Kuhn, Devic, Mesnier, Gravier, P. Payot | Équipes | P. Séraphin - P. Romand, Gagneux - H. Sentenac, G. Van den Eynde, Ducret - M. Olivier, M. Arnaud, L. Mouton, Bellocq, G. Arnaud | Arbitrage : M. MacCabe | Arbitrage : M. MacCabe |